# ユリウス・クレンゲル
ユリウス・クレンゲル（Julius Klengel, 1859年9月24日 - 1933年10月27日）は、ドイツのチェリスト。チェロのための練習曲や小品の作曲も行った。

## 生涯
ライプツィヒに生まれる。生家は曾祖父がカントル、祖父がヴァイオリニストという音楽一家で、法曹の父はフェリックス・メンデルスゾーンとも交遊のあった音楽家でもあった。7歳からエミール・ヘーガー (Emil Hegar) にチェロを学び、15歳のときライプツィヒ・ゲヴァントハウス管弦楽団に入団し、ヨーロッパやロシアを演奏旅行する。このとき同時にソリストとしてもデビュー。
1881年、同管弦楽団で首席チェロ奏者になり、以後40年以上にわたって務めることとなる。また、ライプツィヒ音楽院の教授に就任し、作曲も始める。作曲の分野では、チェロのための数百もの作品を作曲し、2曲のチェロ協奏曲やチェロのための二重協奏曲、チェロ四重奏曲、チェロソナタ、奇想曲、練習曲などを遺している。
クレンゲルの教え子には、エマーヌエル・フォイアーマン、ギレルミナ・スッジア (Guilhermina Suggia)、パウル・グリュンマー (Paul Grümmer)、グレゴール・ピアティゴルスキー、アンリ・オネゲル、ウィリアム・プリース、齋藤秀雄などがいる。
1933年、故郷ライプツィヒにて死去。